# Колфакс (окръг, Ню Мексико)
Вижте пояснителната страница за други значения на Колфакс.
Окръг Колфакс (на английски: Colfax County) е окръг в щата Ню Мексико, Съединени американски щати. Площта му е 9759 km², а населението – 12 174 души (2017). Административен център е град Ратън.